# 27952 Atapuerca
27952 Atapuerca este un asteroid din centura principală de asteroizi.

## Descriere
27952 Atapuerca este un asteroid din centura principală de asteroizi. A fost descoperit pe 11 august 1997 la Costitx de Ángel López și Rafael Pacheco. Asteroidul prezintă o orbită caracterizată de o semiaxă mare de 2,38 ua, o excentricitate de 0,08 și o înclinație de 5,8° în raport cu ecliptica.